# CheckAlign
CheckAlign（チェックアライン）は、MCLが開発した対訳作成&翻訳品質自動チェックツールである。

## 概要
過去の翻訳資産を有効活用し、翻訳品質を向上させるために開発されたツール。
大量の辞書と対訳集を一気に検索する辞書用例検索対訳君と組み合わせて使うことができる。
対訳データは、PDF、Excel、Wordなどのフォーマットで保存されているドキュメントファイルから、原文と訳文を読み込んで、一文一文の対訳としてアライメントすることにより作成することができる。
この対訳データをTRADOSの翻訳メモリにインポート可能なTMXファイルやその他ツールで利用可能なTSV形式に書き出すことができる。
また、専門用語や規定用語などを予め登録しておくことで、それらの用語が正しく使用されているかをチェックする「用語チェック」機能もある。
さらに、数字・略語・記号・単位が正しく対訳で使用されているかどうかをチェックする「基本チェック」機能もある。